# 獵鷹與酷寒戰士的製作歷程
《獵鷹與酷寒戰士》（英語：The Falcon and the Winter Soldier）是一部美國劇情超級英雄類型的網路影集，改編自漫威漫畫的角色「獵鷹」山姆·威爾森和「酷寒戰士」巴奇·巴恩斯。麥爾坎·斯貝爾曼主創並擔當首席編劇，卡莉·斯考格蘭德擔當導演。影集為漫威電影宇宙的系列作品之一，與漫威電影宇宙系列電影處於同一架空世界和共同世界，由漫威影業製作，於2021年3月19日在串流媒體平台Disney+首播，4月23日完結，共6集。影集屬於漫威電影宇宙第四階段。

## 開發

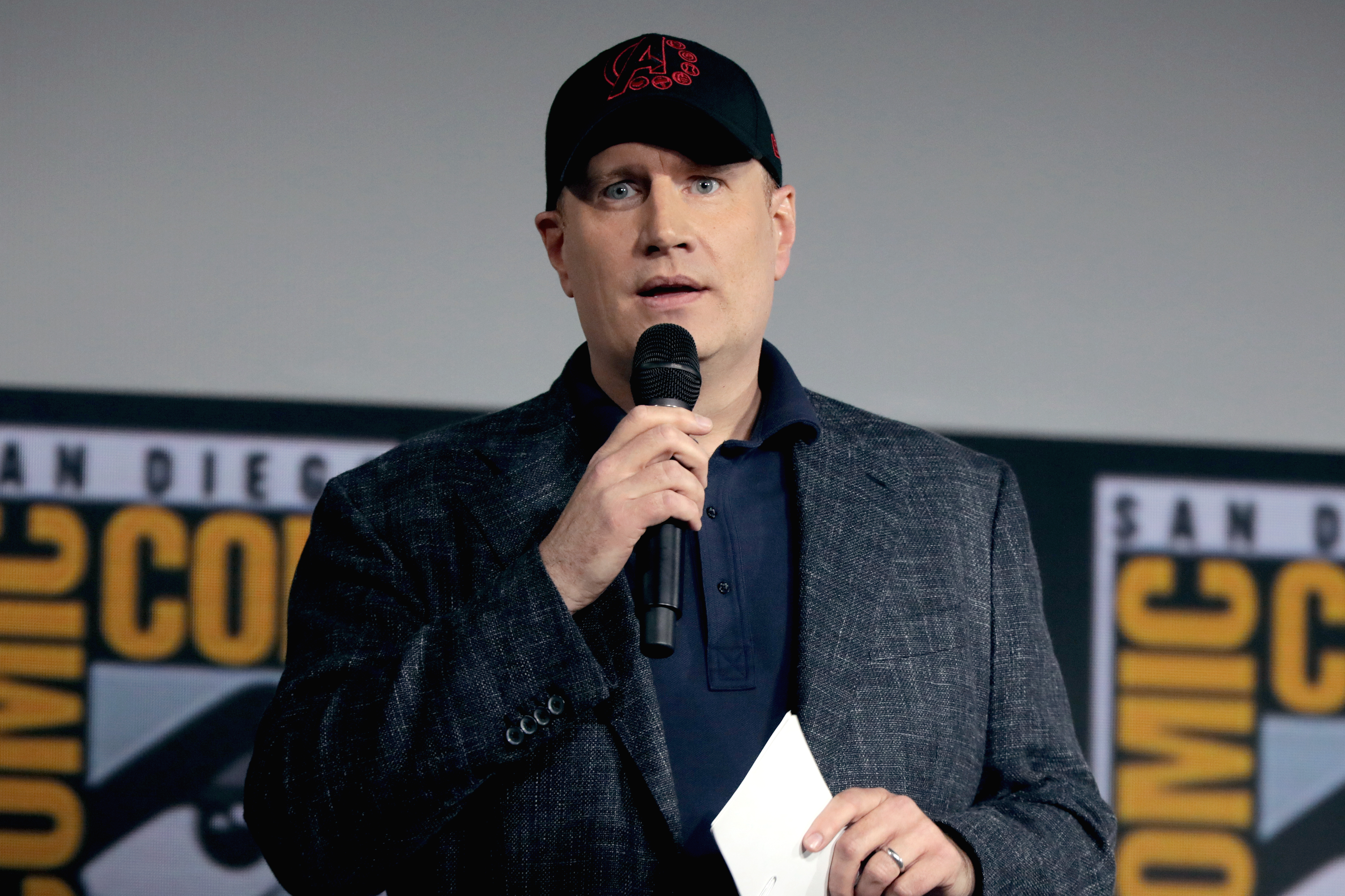
2019年7月，在聖地牙哥國際漫畫展，漫威影業總裁凱文·費吉宣佈開啟漫威電影宇宙第四階段，同時公佈漫威正在開發影集《獵鷹與酷寒戰士》

2017年11月，華特迪士尼公司宣佈為其旗下即將在2019年底正式運行的線上串流媒體平台Disney+開發漫威電影宇宙系列電視劇。2018年9月，報道稱漫威影業正在為Disney+開發幾個限定影集，以漫威電影宇宙中的「二級核心」人物為主角，因為漫威不太可能製作以他們為主角的個人電影。在限定影集中將爭取啟用在電影中出演相應角色的演員。劇本故事仍在創作中，每個系列預計製作6至8集，並且有比肩大製作項目的足夠預算。影集將由漫威影業而非漫威電視製作，漫威影業總裁凱文·費吉也將親自參與每部影集的開發，專注於影集與電影之間的「故事連續性」，以及「協調」電影中的演員能夠出演相應的影集。
2018年10月底，麥爾坎·斯貝爾曼被聘為首席編劇，為以「獵鷹」山姆·威爾森和「酷寒戰士」巴奇·巴恩斯為主角的限定影集撰寫劇本，斯貝爾曼與內特·摩爾（Nate Moore）協助完成劇本創作。兩名角色的演員安東尼·麥奇和賽巴斯汀·斯坦此前曾表示有興趣一起主演一部關於漫威電影宇宙的衍生電影，類似於1958年電影《逃獄驚魂》、1987年電影《轟天炮》、1988年電影《午夜狂奔》、1982年電影《48小時》和1998年電影《尖峰時刻》等。2019年4月，漫威公佈影集的正式片名為《獵鷹與酷寒戰士》（The Falcon and the Winter Soldier），安東尼·麥奇和賽巴斯汀·斯坦確認領銜主演，影集將在Disney+正式運行後的一年內播出。5月，卡莉·斯考格蘭德確認執導全部6集。凱文·費吉稱《獵鷹與酷寒戰士》可以為觀眾帶來類似於六集時長的漫威電影宇宙電影的觀賞體驗。每集時長為45至55分鐘。每集預算達到2,500萬美元。執行製作人包括凱文·費吉、路易斯·德·埃斯波西托（Louis D'Esposito）、維多莉亞·阿隆索、內特·摩爾、卡莉·斯考格蘭德和麥爾坎·斯貝爾曼:15。

## 劇本
故事的發生時間設定於2019年電影《復仇者聯盟4：終局之戰》的六個月後。在《復仇者聯盟4：終局之戰》的結尾，史提芬·羅傑斯將盾牌以及美國隊長的衣缽和使命傳承給「獵鷹」山姆·威爾森，影集在此基礎上繼續展開故事。2019年7月11日，德里克·科爾斯塔德成為影集編劇之一。科爾斯塔德表示影集將探討一名美國黑人成為美國隊長之後的迴響，同時引入並重塑「早期的漫威電影」中的某些角色。首席編劇麥爾坎·斯貝爾曼表示影集基調類似於2014年電影《美國隊長2：酷寒戰士》，並表示相較於電影2個多小時的時長，影集6個小時的時長為更加深入的探索角色故事留下充足的時間。主演安東尼·麥奇表示，在《復仇者聯盟4：終局之戰》中，山姆·威爾森並沒有意願成為美國隊長。在《獵鷹與酷寒戰士》中將探討如果史提芬·羅傑斯不再回歸，誰將接過盾牌和成為新任美國隊長，還將展現威爾森的過去經歷。凱文·費吉稱，雖然影集設定於漫威電影宇宙，「但是劇情更像是在反映現實世界」。主演安東尼·麥奇和賽巴斯汀·史坦將影集形容為「兼具超級英雄史詩類型的動作影集和奇怪的搭檔喜劇」。影集啟發自搭檔電影和動作電影等多種影片類型，作曲家亨利·傑克曼稱《獵鷹與酷寒戰士》為一齣心理劇。編劇組還參考兩名主演安東尼·麥奇和賽巴斯汀·史坦面對各路媒體的採訪內容，塑造影集中角色之間的關係以及互動狀態。斯貝爾曼認為影集是在2018電影《黑豹》之後再次討論種族認同問題，希望影集如同《黑豹》一樣，對青年群體黑人產生積極影響。斯貝爾曼表示《復仇者聯盟4：終局之戰》中的「彈指事件」與當前真實生活中的2019冠狀病毒病疫情存在相似之處，影集探索「正在不斷變化的世界，處理一個全球性的問題。」斯貝爾曼揭示《獵鷹與酷寒戰士》的其中一個主題為主要角色山姆·威爾森、巴奇·巴恩斯、雪倫·卡特和赫穆·齊莫對自己重新定位。
儘管斯貝爾曼參考了漫畫《真相：红色、白色和黑色》中的部分元素，他仍然主要基於自己對漫威漫畫和漫威電影宇宙的了解、並參考內特·摩爾和聯合執行製片人柔伊·納吉爾豪特（Zoie Nagelhout）的意見開發影集，而非基於特定漫畫改編。迪士尼收購21世紀福斯後，漫威影業獲得X戰警和驚奇4超人等角色的影視製作權，其中包括虛構地點馬德里坡。凱文·費吉表示影集中包括不止一個關於馬德里坡或者發生於該島的相關事件的彩蛋。在影集首映之前，斯貝爾曼透露就他所知，影集將於三個漫威影業的影視項目存在緊密聯繫。

## 選角

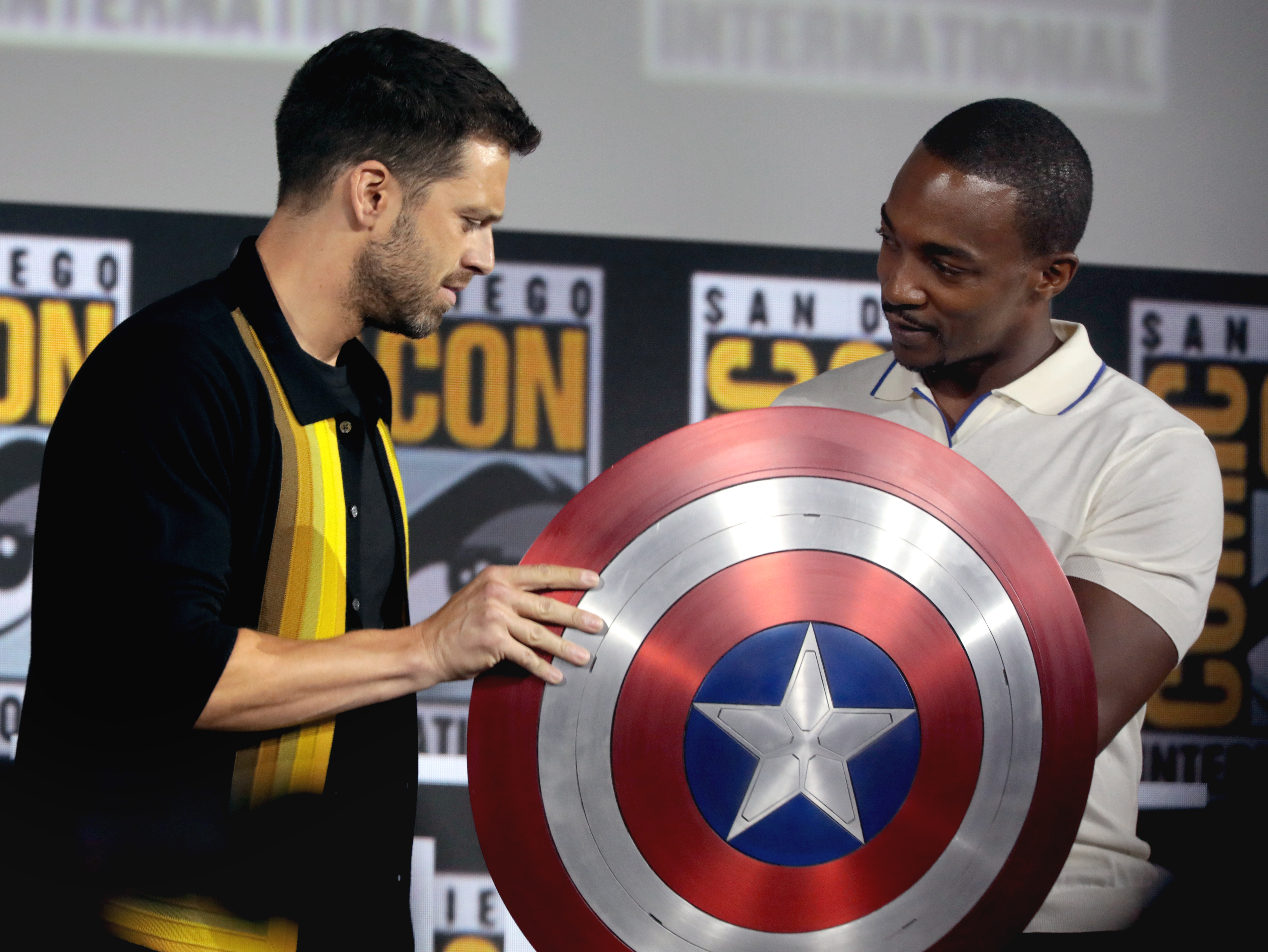
主演賽巴斯汀·斯坦和安東尼·麥奇在2019年聖地牙哥國際漫畫展

2019年4月，隨著影集正式宣佈製作，安東尼·麥奇和賽巴斯汀·史坦確認繼續分別飾演在漫威電影宇宙系列電影中的角色，「獵鷹」山姆·威爾森和「酷寒戰士」巴奇·巴恩斯。麥奇起初認為影集的品質低於漫威電影宇宙電影，不願參演影集，他與首席編劇麥爾坎·斯貝爾曼和導演卡莉·斯考格蘭德商談之後，打消了疑慮。丹尼爾·布爾和艾蜜莉·芬凱普與漫威進入商談階段，有望在影集中繼續出演電影中的角色。丹尼爾·布爾在2016年電影《美國隊長3：英雄內戰》中出演赫穆·齊莫，艾蜜莉·芬凱普在2014年電影《美國隊長2：酷寒戰士》和2016年電影《美國隊長3：英雄內戰》中出演雪倫·卡特。2019年7月20日，漫威在聖地牙哥國際漫畫展上確認丹尼爾·布爾參演影集。8月，漫威宣佈艾蜜莉·芬凱普回歸繼續出演雪倫·卡特，懷特·羅素加入劇組，出演新引入角色約翰·沃克。
2019年11月，片場照顯示阿德普波·奥杜耶將參演影集，出演山姆的姐姐莎拉·威爾森（Sarah Wilson）。9月，片場照片顯示喬治·聖皮埃爾回歸出演喬治·巴作克，該角色曾出現於2014年電影《美國隊長2：酷寒戰士》，艾琳·凱莉曼參演影集。10月，丹尼·拉米瑞茲確認出演「舉足輕重的角色」。12月，艾琳·凱莉曼正式確定參演影集，出演卡莉·摩根索。2021年2月，唐·奇鐸確定回歸出演詹姆斯·羅德／戰爭機器。佛羅倫絲·卡森巴出演瓦干達王國的朵拉親衛隊成員艾歐。茱莉·路易絲-卓佛出演女伯爵瓦倫緹娜·艾蕾格拉·德芳亭。該角色原計劃在2021年電影《黑寡婦》中首次出現於漫威電影宇宙，因應2019冠狀病毒病疫情，漫威電影宇宙第四階段的影視項目上映或播出時間以及順序幾經調整，該角色因此首次出現於第五集〈真相〉之中。
2019年12月，戴斯蒙·詹和石川美紀確認參與演出。2020年1月，諾亞·米爾斯加入劇組。2月，卡爾·魯伯利確認出演影集，出演伊萊·布拉德利。2021年2月，在當月釋出的預告片中，艾咪·艾奎諾出演威爾森和巴恩斯的心理諮詢師克莉汀娜·雷諾（Christina Raynor）醫生。

## 設計
影集的片尾畫面中引用了多個與漫威漫畫和漫威電影宇宙相關的元素，包括《增強人類法案》、撒迪厄斯·羅斯、《蘇科維亞協定》、卡莉·摩根索的通緝令、旗幟破壞者的破壞行動、馬德里坡以及下城的銅猴子酒館（Brass Monkey Saloon）、曾經嘗試複製美國隊長的實驗、以賽亞·布拉德利被標記為「實驗對象」以及權力代理人。

## 拍攝

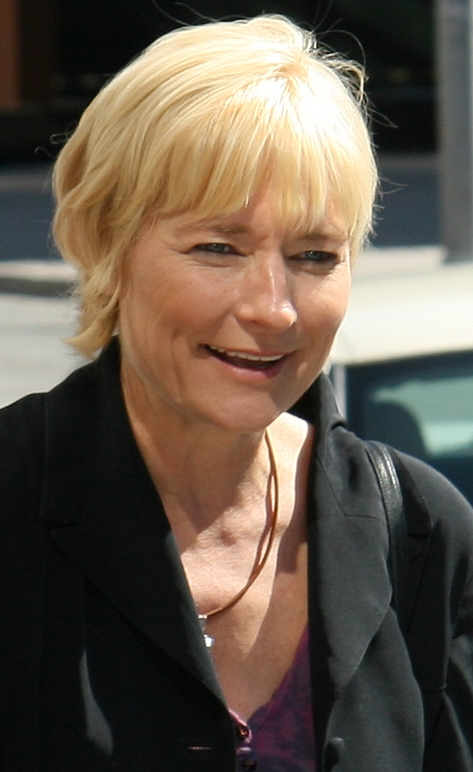
導演卡莉·斯考格蘭德

2019年10月31日，影集於美國喬治亞州亞特蘭大的松林製片廠開機拍攝，工作標題為「搭檔」（Tag Team）。卡莉·斯考格蘭德擔當導演，她執導時借鑒了大衛·連恩的拍攝風格以及1969年電影《午夜牛郎》和2011年法國電影《逆轉人生》。斯考格蘭德針對不同角色使用不同的拍攝手法，例如對威爾森拍攝時，鏡頭中多包括周遭環境，對巴恩斯多用特寫鏡頭和淺景深拍攝，弱化背景。P·J·迪倫（P.J. Dillon）擔當攝影指導。11月4日，安東尼·麥奇和賽巴斯汀·史坦宣佈主體拍攝正式開機。麥奇表示拍攝的方式與漫威電影宇宙其他電影一樣，《獵鷹與酷寒戰士》像是一部六或八個小時長的電影。2019年11月至2020年2月，製作組在亞特蘭大都會區展開外景拍攝。
2020年1月中旬，製作組計劃在波多黎各阿雷西沃拍攝兩周，但是因當地地震未能成行，《好萊塢新聞前線》表示目前不確定是否還將在該地拍攝。3月3日至3月25日，製作組移至捷克布拉格，預計於6日至16日取景拍攝。但是受2019冠狀病毒病疫情影響，製作組於10日暫停拍攝，隨後全部工作人員回到亞特蘭大。3月底，賽巴斯汀·史坦表示拍攝未完成，製作組將會在確保安全之後繼續拍攝，並估計「至少還需要二至三週」才能全部完成拍攝工作。
2020年5月7日，捷克共和國表示，在演員和劇組工作人員遵循該國最新發布的衛生指南的前提下，即日起可以開啟電視劇和電影的製作。指南規定外國演員和劇組工作人員需在進入捷克之前，需在其母國完成冠狀病毒病檢測，結果呈陰性方能許可進入捷克。在抵達之後的72小時內，完成第二次檢測，直至檢測結果為陰性時才能解除隔離。但是劇組何時能夠返回片場取決於迪士尼的對製作安全的評估，迪士尼總裁鮑伯·查佩克在最近的一次投資者電話會議上表示，尚無明確何時重啟漫威電影和電視劇的製作。6月30日，捷克電影委員會負責人宣布，自7月1日起，參與該國電影和電視製作的演職人員不受歐盟對美國公民實施的旅行禁令。《獵鷹與酷寒戰士》定於2020年下半年在捷克展開為期9天的拍攝，並計劃於8月恢復在亞特蘭大松林製片廠的拍攝作業。9月初，劇組在亞特蘭大恢復拍攝作業。9月底，演員艾蜜莉·芬凱普透露已經完成自己的戲份拍攝。由於同在亞特蘭大拍攝，芬凱普表示自己在此期間還拍攝了福斯廣播公司的電視劇《住院醫師》。10月10日，劇組返回布拉格拍攝，取景地包括斯密霍夫的聖加百列修道院和奧爾沙尼公墓。拍攝作業於2020年10月23日殺青。

## 後期製作
卡莉·斯考格蘭德表示儘管處於疫情期間，工作人員仍繼續完成後期作業。傑佛瑞·福特、凱莉·迪克森（Kelley Dixon）、陶德·德羅斯（Todd Desrosiers）和羅珊·譚（Rosanne Tan）擔當剪輯師:3。後期特效製作公司包括、光影魔幻工業、和維塔數碼。

## 音樂
2020年12月，亨利·傑克曼確定為影集創作原創音樂，他此前為2014年電影《美國隊長2：酷寒戰士》和2016年電影《美國隊長3：英雄內戰》作曲。影集的音樂原聲帶分為兩輯，包括前三集音樂的第一輯於2021年4月9日發售，包括後三集音樂的第二輯於2021年4月30日發售，均由漫威音樂和好萊塢唱片聯合發行。影集片尾曲〈路易斯安那英雄〉（"Louisiana Hero"）於2021年3月26日以單曲形式發行。
| 《獵鷹與酷寒戰士》：第一輯（第1-3集）原聲帶 | 《獵鷹與酷寒戰士》：第一輯（第1-3集）原聲帶 | 《獵鷹與酷寒戰士》：第一輯（第1-3集）原聲帶 | 《獵鷹與酷寒戰士》：第一輯（第1-3集）原聲帶 |
| 曲序                                        | 曲目                                        | 作曲                                        | 时长                                        |
| ------------------------------------------- | ------------------------------------------- | ------------------------------------------- | ------------------------------------------- |
| 1.                                          |                                             |                                             | 2:14                                        |
| 2.                                          |                                             |                                             | 1:16                                        |
| 3.                                          |                                             |                                             | 5:56                                        |
| 4.                                          |                                             |                                             | 0:53                                        |
| 5.                                          |                                             |                                             | 1:22                                        |
| 6.                                          |                                             |                                             | 1:22                                        |
| 7.                                          |                                             |                                             | 1:53                                        |
| 8.                                          |                                             |                                             | 1:13                                        |
| 9.                                          |                                             |                                             | 1:38                                        |
| 10.                                         |                                             |                                             | 1:05                                        |
| 11.                                         |                                             |                                             | 1:29                                        |
| 12.                                         |                                             |                                             | 1:39                                        |
| 13.                                         |                                             |                                             | 2:46                                        |
| 14.                                         |                                             |                                             | 2:41                                        |
| 15.                                         |                                             |                                             | 1:09                                        |
| 16.                                         |                                             |                                             | 1:20                                        |
| 17.                                         |                                             |                                             | 1:03                                        |
| 18.                                         |                                             |                                             | 2:04                                        |
| 19.                                         |                                             |                                             | 2:21                                        |
| 20.                                         |                                             |                                             | 1:48                                        |
| 21.                                         |                                             |                                             | 4:41                                        |
| 22.                                         |                                             |                                             | 0:32                                        |
| 23.                                         |                                             |                                             | 1:48                                        |
| 24.                                         |                                             |                                             | 1:24                                        |
| 25.                                         |                                             |                                             | 1:47                                        |
| 26.                                         |                                             |                                             | 2:29                                        |
| 27.                                         |                                             |                                             | 3:30                                        |
| 28.                                         |                                             |                                             | 1:20                                        |
| 29.                                         |                                             |                                             | 1:08                                        |
| 30.                                         |                                             |                                             | 1:19                                        |
| 31.                                         | （）                                        | 亞倫·孟肯                                   | 1:44                                        |
| 总时长：                                    | 总时长：                                    | 总时长：                                    | 58:54                                       |

| 《獵鷹與酷寒戰士》：第二輯（第4-6集）原聲帶 | 《獵鷹與酷寒戰士》：第二輯（第4-6集）原聲帶 | 《獵鷹與酷寒戰士》：第二輯（第4-6集）原聲帶 | 《獵鷹與酷寒戰士》：第二輯（第4-6集）原聲帶 |
| 曲序                                        | 曲目                                        | 演唱                                        | 时长                                        |
| ------------------------------------------- | ------------------------------------------- | ------------------------------------------- | ------------------------------------------- |
| 1.                                          |                                             |                                             | 3:22                                        |
| 2.                                          |                                             |                                             | 1:58                                        |
| 3.                                          |                                             |                                             | 1:03                                        |
| 4.                                          |                                             |                                             | 2:52                                        |
| 5.                                          |                                             |                                             | 1:51                                        |
| 6.                                          |                                             |                                             | 1:03                                        |
| 7.                                          |                                             |                                             | 1:04                                        |
| 8.                                          |                                             |                                             | 2:44                                        |
| 9.                                          |                                             |                                             | 2:25                                        |
| 10.                                         |                                             |                                             | 1:56                                        |
| 11.                                         |                                             |                                             | 3:41                                        |
| 12.                                         |                                             |                                             | 1:51                                        |
| 13.                                         |                                             |                                             | 1:33                                        |
| 14.                                         |                                             |                                             | 2:25                                        |
| 15.                                         |                                             |                                             | 3:05                                        |
| 16.                                         |                                             |                                             | 2:41                                        |
| 17.                                         |                                             |                                             | 1:46                                        |
| 18.                                         |                                             |                                             | 3:02                                        |
| 19.                                         |                                             |                                             | 1:53                                        |
| 20.                                         |                                             |                                             | 3:27                                        |
| 21.                                         |                                             |                                             | 2:11                                        |
| 22.                                         |                                             |                                             | 1:49                                        |
| 23.                                         |                                             |                                             | 3:51                                        |
| 24.                                         |                                             |                                             | 2:07                                        |
| 25.                                         |                                             |                                             | 0:52                                        |
| 26.                                         |                                             | 庫蒂斯·阿爾丹                               | 4:01                                        |
| 总时长：                                    | 总时长：                                    | 总时长：                                    | 1:00:33                                     |

## 紀錄片特輯
2021年2月，迪士尼宣佈製作紀錄片影集《漫威影業：創作大本營》，包括漫威電影宇宙電影和影集項目的幕後製作花絮，並採訪主要演員和創意團隊。以影集《獵鷹與酷寒戰士》為主題的特輯於2021年4月30日釋出。

## 資料來源
1. 1 2  Jarvey, Natalie. . The Hollywood Reporter. 2019-10-16  [2019-10-17]. （原始内容存档于2019-10-17） （美国英语）.
2. ↑  Littleton, Cynthia. . Variety. 2017-11-09  [2017-11-10]. （原始内容存档于2017-11-10） （美国英语）.
3. ↑  Kroll, Justin. . Variety. 2018-09-18  [2018-09-18]. （原始内容存档于2018-09-19） （美国英语）.
4. ↑  Boucher, Geoff; Hipes, Patrick. . Deadline Hollywood. 2018-10-30  [2018-10-31]. （原始内容存档于2018-10-31） （美国英语）.
5. ↑  Kroll, Justin; Otterson, Joe. . Variety. 2018-10-30  [2018-10-31]. （原始内容存档于2018-10-31） （美国英语）.
6. 1 2  Hatchett, Keisha. . TVLine. 2021-02-16  [2021-02-16]. （原始内容存档于2021-02-16） （美国英语）.
7. ↑  Sciretta, Peter. . /Film. 2018-10-30  [2018-11-01]. （原始内容存档于2018-10-31） （美国英语）.
8. 1 2  Itzkoff, Dave. . The New York Times. 2021-03-12  [2021-03-13]. （原始内容存档于2021-03-12） （美国英语）.
9. ↑  Pedersen, Eric. . Deadline Hollywood. 2019-04-11  [2019-04-12]. （原始内容存档于2019-04-12） （美国英语）.
10. 1 2  Dinh, Christine. . Marvel Entertainment. 2019-04-12  [2019-04-12]. （原始内容存档于2019-04-12） （美国英语）.
11. 1 2 3 4  Fleming Jr, Mike. . Deadline Hollywood. 2019-05-20  [2019-05-20]. （原始内容存档于2019-05-21） （美国英语）.
12. ↑  Boone, John. . Entertainment Tonight. 2020-12-10  [2020-12-12]. （原始内容存档于2020-12-11） （美国英语）.
13. ↑  Goldberg, Matt. . Collider. 2021-01-11  [2021-01-11]. （原始内容存档于2021-01-11） （美国英语）.
14. 1 2   (PDF). Disney Media and Entertainment Distribution.   [2021-03-15]. （原始内容存档 (PDF)于2021-03-15） （美国英语）.
15. ↑  Miller, Liz Shannon. . Collider. 2021-03-16  [2021-03-17]. （原始内容存档于2021-03-16） （美国英语）.
16. ↑  Goldberg, Matt. . Collider. 2019-12-07  [2019-12-14]. （原始内容存档于2019-12-08） （美国英语）.
17. ↑  Shuler, Skyler. . The DisInsider. 2019-07-11  [2019-07-13]. （原始内容存档于2019-07-13） （美国英语）.
18. ↑  Griffeth, Trey. . Heroic Hollywood. 2019-08-30  [2019-11-09]. （原始内容存档于2019-11-09） （美国英语）.
19. ↑  Villaverde, Noah. . Heroic Hollywood. 2019-08-30  [2019-11-09]. （原始内容存档于2019-11-09） （美国英语）.
20. ↑  Pearson, Ben. . /Film. 2020-10-21  [2020-10-21]. （原始内容存档于2020-10-24） （美国英语）.
21. 1 2  Davids, Brian. . The Hollywood Reporter. 2020-04-24  [2020-04-27]. （原始内容存档于2020-04-25） （美国英语）.
22. ↑  Perine, Aaron. . ComicBook.com. 2021-01-12  [2021-01-13]. （原始内容存档于2021-01-13） （美国英语）.
23. ↑  Erao, Math. . Comic Book Resources. 2021-03-01  [2021-03-01]. （原始内容存档于2021-03-01） （美国英语）.
24. ↑  Reinstein, Mara. . Emmy. Vol. XLII no. 12. 2020: 45  [2021-02-16]. （原始内容存档于2020-12-20） （美国英语）.
25. ↑  Coogan, Devan. . Entertainment Weekly. 2021-02-11  [2021-02-11]. （原始内容存档于2021-02-11） （美国英语）.
26. ↑  Bui, Hoai-Tran. . /Film. 2021-01-11  [2021-01-11]. （原始内容存档于2021-01-11） （美国英语）.
27. ↑  Mancuso, Vinnie. . Collider. 2021-01-28  [2021-01-29]. （原始内容存档于2021-01-30） （美国英语）.
28. ↑  Welch, Alex. . Inverse. 2021-03-17  [2021-03-19]. （原始内容存档于2021-03-17） （美国英语）.
29. ↑  Bennett, Tara. . SFX. 2021-02-24  [2021-02-24]. （原始内容存档于2021-02-25） （美国英语）.
30. ↑  Welch, Inverse. . Inverse. 2021-03-16  [2021-03-16]. （原始内容存档于2021-03-16） （美国英语）.
31. ↑  D'Alessandro, Anthony. . Deadline Hollywood. 2021-03-18  [2021-03-20]. （原始内容存档于2021-03-18） （美国英语）.
32. 1 2  Romano, Nick. . Entertainment Weekly. 2021-03-16  [2021-03-16]. （原始内容存档于2021-03-16） （美国英语）.
33. ↑  White, Brett. . Decider. 2021-03-19  [2021-03-19]. （原始内容存档于2021-03-19） （美国英语）.
34. ↑  Bennett, Tara. . SFX. 2021-02-24  [2021-02-24]. （原始内容存档于2021-02-24） （美国英语）.
35. ↑  Ramos, Dino-Ray. . Deadline Hollywood. 2019-07-20  [2019-07-21]. （原始内容存档于2019-07-21） （美国英语）.
36. ↑  Couch, Aaron. . The Hollywood Reporter. 2019-08-23  [2019-08-23]. （原始内容存档于2019-08-23） （美国英语）.
37. ↑  Outlaw, Kofi. . ComicBook.com. 2019-11-22  [2019-11-22]. （原始内容存档于2019-11-23） （美国英语）.
38. ↑  Lovett, Jamie. . ComicBook.com. 2021-02-22  [2021-02-22]. （原始内容存档于2021-02-23） （美国英语）.
39. ↑  Hood, Cooper. . Screen Rant. 2020-09-14  [2020-09-14]. （原始内容存档于2020-09-14） （美国英语）.
40. ↑  Barnhardt, Adam. . ComicBook.com. 2020-09-27  [2020-09-28]. （原始内容存档于2020-09-28） （美国英语）.
41. ↑  Galuppo, Mia. . The Hollywood Reporter. 2020-10-16  [2020-10-16]. （原始内容存档于2020-10-16） （美国英语）.
42. ↑  Matsumoto-Duyan, Madeline. . Comic Book Resources. 2020-12-12  [2020-12-12]. （原始内容存档于2020-12-12） （美国英语）.
43. ↑  Polo, Susana; Patches, Matt; McWhertor, Michael. . Polygon. 2020-12-11  [2020-12-11]. （原始内容存档于2020-12-11） （美国英语）.
44. ↑  Marston, George. . Newsarama. 2021-02-09  [2021-02-09]. （原始内容存档于2021-02-09） （美国英语）.
45. ↑  Whitbrook, James. . io9. 2021-03-15  [2021-03-15]. （原始内容存档于2021-03-15） （美国英语）.
46. ↑  Ital, Eric. . BroBible.com. 2021-02-03  [2021-02-03]. （原始内容存档于2021-02-03） （美国英语）.
47. ↑  Ridgely, Charlie. . ComicBook.com. 2021-02-03  [2021-02-03]. （原始内容存档于2021-02-03） （美国英语）.
48. ↑  Ortiz, Andi. . TheWrap. 2021-04-02  [2021-04-02]. （原始内容存档于2021-04-03） （美国英语）.
49. ↑  Robinson, Joanna. . Vanity Fair. 2021-04-16  [2021-04-16]. （原始内容存档于2021-04-16） （美国英语）.
50. ↑  Ramos, Dino-Ray. . Deadline Hollywood. 2019-12-13  [2019-12-13]. （原始内容存档于2019-12-13） （美国英语）.
51. ↑  Petski, Denise. . Deadline Hollywood. 2020-01-24  [2020-01-24]. （原始内容存档于2020-01-24） （美国英语）.
52. ↑  Boucher, Geoff. . Deadline Hollywood. 2020-02-18  [2020-02-18]. （原始内容存档于2020-02-19） （美国英语）.
53. ↑  Bonomolo, Cameron. . ComicBook.com. 2021-02-07  [2021-03-15]. （原始内容存档于2021-02-23） （美国英语）.
54. ↑  Vary, Adam B. . Variety. 2021-04-01  [2021-04-04]. （原始内容存档于2021-04-03） （美国英语）.
55. 1 2  Knight, Rosie. . Nerdist. 2021-03-22  [2021-03-24]. （原始内容存档于2021-03-23） （美国英语）.
56. ↑  Romano, Nick. . Entertainment Weekly. 2021-04-02  [2021-04-04]. （原始内容存档于2021-04-04） （美国英语）.
57. ↑  Anderson, Jenna. . ComicBook.com. 2019-10-31  [2019-11-01]. （原始内容存档于2019-11-01） （美国英语）.
58. ↑  Perine, Aaron. . ComicBook.com. 2019-10-20  [2019-10-24]. （原始内容存档于2019-10-20） （美国英语）.
59. ↑  Raftery, Brian. . Men's Health. 2019-06-26  [2019-10-21]. （原始内容存档于2019-06-26） （美国英语）.
60. ↑  Barnhardt, Adam. . ComicBook.com. 2019-05-29  [2019-05-29]. （原始内容存档于2019-05-30） （美国英语）.
61. 1 2  Davis, Brandon. . ComicBook.com. 2021-03-14  [2021-03-14]. （原始内容存档于2021-03-14） （美国英语）.
62. 1 2  Robinson, Tasha. . Polygon. 2021-03-20  [2021-03-24]. （原始内容存档于2021-03-22） （美国英语）.
63. ↑  Hall, Jacob. . /Film. 2021-03-15  [2021-03-15]. （原始内容存档于2021-03-16） （美国英语）.
64. ↑   (PDF). Worldwide Production Agency: 1. 2020-08-01  [2020-12-29]. （原始内容存档 (PDF)于2020-12-29） （美国英语）.
65. ↑  Dinh, Christine. . Marvel Entertainment. 2019-11-04  [2019-11-09]. （原始内容存档于2019-11-05） （美国英语）.
66. ↑  Setoodeh, Ramin. . Variety. 2020-06-28  [2020-06-30]. （原始内容存档于2020-06-29） （美国英语）.
67. ↑  Walljasper, Matt. . Atlanta. 2019-11-27  [2020-04-03]. （原始内容存档于2019-12-11） （美国英语）.
68. ↑  Walljasper, Matt. . Atlanta. 2019-12-30  [2020-04-03]. （原始内容存档于2020-03-02） （美国英语）.
69. ↑  Walljasper, Matt. . Atlanta. 2020-01-31  [2020-04-03]. （原始内容存档于2020-03-02） （美国英语）.
70. ↑  Walljasper, Matt. . Atlanta. 2020-02-29  [2020-03-02]. （原始内容存档于2020-03-02） （美国英语）.
71. ↑  D'Alessandro, Anthony; Hipes, Patrick. . Deadline Hollywood. 2020-01-13  [2020-01-13]. （原始内容存档于2020-01-14） （美国英语）.
72. ↑  . praguereporter.com. 2020-03-03  [2020-03-04]. （原始内容存档于2020-03-04） （美国英语）.
73. ↑  Fleming Jr., Mike. . Deadline Hollywood. 2020-03-10  [2020-03-10]. （原始内容存档于2020-03-10） （美国英语）.
74. ↑  Whitbrook, James; Jackson, Gordon. . io9. 2020-03-27  [2020-03-27]. （原始内容存档于2020-03-27） （美国英语）.
75. ↑  Wiseman, Andreas. . Deadline Hollywood. 2020-05-07  [2020-05-07]. （原始内容存档于2020-05-07） （美国英语）.
76. ↑  Roxborough, Scott. . The Hollywood Reporter. 2020-05-07  [2020-05-07]. （原始内容存档于2020-05-07） （美国英语）.
77. ↑  Davis, Brandon. . ComicBook.com. 2020-05-06  [2020-05-13]. （原始内容存档于2020-05-08） （美国英语）.
78. ↑  Davis, Brandon. . ComicBook.com. 2020-05-07  [2020-05-13]. （原始内容存档于2020-05-08） （美国英语）.
79. ↑  Barraclough, Leo. . Variety. 2020-06-30  [2020-06-30]. （原始内容存档于2020-07-01） （美国英语）.
80. ↑  Roxborough, Scott. . The Hollywood Reporter. 2020-07-01  [2020-07-01]. （原始内容存档于2020-07-01） （美国英语）.
81. ↑  Sandberg, Bryn Elise. . The Hollywood Reporter. 2020-07-02  [2020-07-02]. （原始内容存档于2020-07-02） （美国英语）.
82. ↑  Perine, Aaron. . ComicBook.com. 2020-09-09  [2020-09-10]. （原始内容存档于2020-09-10） （美国英语）.
83. ↑  Hood, Cooper. . Screen Rant. 2020-09-29  [2020-09-29]. （原始内容存档于2020-09-30） （美国英语）.
84. ↑  Vary, Adam B. . Variety. 2021-04-05  [2021-04-05]. （原始内容存档于2021-04-05） （美国英语）.
85. ↑  Hood, Cooper. . Screen Rant. 2020-10-04  [2020-10-05]. （原始内容存档于2020-10-09） （美国英语）.
86. ↑  Perine, Aaron. . ComicBook.com. 2020-10-10  [2020-10-10]. （原始内容存档于2020-10-10） （美国英语）.
87. ↑  Perine, Aaron. . ComicBook.com. 2020-10-23  [2020-10-23]. （原始内容存档于2020-10-24） （美国英语）.
88. ↑  Arnavin. . Fandîme Filmu. 2020-10-23  [2020-10-23]. （原始内容存档于2020-10-24） （美国英语）.
89. ↑  Murphy, Charles. . Murphy's Multiverse. 2021-03-13  [2021-03-14]. （原始内容存档于2021-03-14） （美国英语）.
90. ↑  Frei, Vincent. . Art of VFX. 2021-03-16  [2021-03-19]. （原始内容存档于2021-03-19） （美国英语）.
91. ↑  . Film Music Reporter. 2020-12-28  [2020-12-28]. （原始内容存档于2020-12-28） （美国英语）.
92. 1 2  . Film Music Reporter. 2021-04-08  [2021-04-08]. （原始内容存档于2021-04-08） （美国英语）.
93. 1 2  . Film Music Reporter. 2021-04-29  [2021-04-30]. （原始内容存档于2021-04-30） （美国英语）.
94. ↑  Dinh, Christine. . Marvel.com. 2021-03-26  [2021-03-26]. （原始内容存档于2021-03-26） （美国英语）.
95. ↑  Paige, Rachel. . Marvel.com. 2021-02-16  [2021-02-16]. （原始内容存档于2021-02-16） （美国英语）.
96. ↑  Griffin, David. . IGN. 2021-03-17  [2021-03-19]. （原始内容存档于2021-03-18） （美国英语）.